# Seznam dílů seriálu Případy detektiva Murdocha
Toto je seznam dílů seriálu Případy detektiva Murdocha. Případy detektiva Murdocha je kanadský dramatický televizní seriál z produkce Shaftesbury Films. Vychází ze série románů, kterou napsala Maureen Jennings. Prvních pět řad bylo vysíláno v Kanadě na Citytv, odkud se seriál přesunul na CBC. Před televizním seriálem vytvořili Shaftesbury Films a CHUM Limited tři televizní filmy, které byly v letech 2004 a 2005 uvedeny na kanadské kabelové stanici Bravo!. V této trilogii si detektiva Murdocha zahrál Peter Outerbridge, doktorku Odgenovou ztvárnila Keeley Hawes, Matthew MacFadzean se objevil v roli George Crabtreeho a Colm Meaney hrál inspektora Brackenreida. V Česku je seriál vysílán na ČT1 a mezinárodně na placeném kanálu Epic Drama.
V seriálové verzi ztvárňuje Williama Murdocha, policejního detektiva pracujícího v Torontu v roce 1890, který k řešení zločinů využívá tehdejší moderní forenzní vědy, Yannick Bisson. S detektivem Murdochem pracují mimo jiné konstábl George Crabtree (Johnny Harris), patoložka doktorka Julia Ogdenová (Hélène Joy) a inspektor Thomas Brackenreid (Thomas Craig).

## Přehled řad
| Řada | Díly | Premiéra v Kanadě | Premiéra v Kanadě | Premiéra v ČR      | Premiéra v ČR     |
| Řada | Díly | První díl         | Poslední díl      | První díl          | Poslední díl      |
| ---- | ---- | ----------------- | ----------------- | ------------------ | ----------------- |
| 0    | 3    | 13. května 2004   | 8. září 2005      | 9. července 2006   | 23. července 2006 |
| 1    | 13   | 20. ledna 2008    | 13. dubna 2008    | 11. února 2010     | 6. května 2010    |
| 2    | 13   | 10. února 2009    | 27. května 2009   | 20. května 2010    | 5. srpna 2010     |
| 3    | 13   | 16. února 2010    | 11. května 2010   | 12. srpna 2010     | 7. června 2011    |
| 4    | 13   | 15. února 2011    | 10. května 2011   | 9. září 2012       | 9. prosince 2012  |
| 5    | 13   | 28. února 2012    | 22. května 2012   | 16. prosince 2012  | 26. března 2013   |
| 6    | 13   | 7. ledna 2013     | 15. dubna 2013    | 4. ledna 2014      | 4. července 2014  |
| 7    | 18   | 30. září 2013     | 7. dubna 2014     | 15. listopadu 2014 | 14. dubna 2015    |
| 8    | 18   | 5. října 2014     | 21. března 2015   | 30. září 2016      | 17. února 2017    |
| 9    | 19   | 5. října 2015     | 21. března 2016   | 24. února 2017     | 23. června 2017   |
| 10   | 19   | 10. října 2016    | 20. března 2017   | 29. srpna 2017     | 22. března 2018   |
| 11   | 19   | 25. září 2017     | 19. března 2018   | 29. března 2018    | 19. června 2018   |
| 12   | 18   | 24. září 2018     | 4. března 2019    | 30. října 2019     | 9. července 2020  |
| 13   | 18   | 16. září 2019     | 2. března 2020    | 11. ledna 2021     | 16. května 2021   |
| 14   | 11   | 4. ledna 2021     | 15. března 2021   | 23. května 2021    | 1. srpna 2021     |
| 15   | 24   | 13. září 2021     | 11. dubna 2022    | 14. srpna 2022     | bude oznámeno     |
| 16   | 24   | 12. září 2022     | bude oznámeno     | bude oznámeno      | bude oznámeno     |

## Seznam dílů

### Televizní filmy (2004–2005)
| Č. | Původní název           | Český název             | Režie           | Scénář                                                      | Premiéra v Kanadě | Premiéra v ČR     |
| -- | ----------------------- | ----------------------- | --------------- | ----------------------------------------------------------- | ----------------- | ----------------- |
| 1  | Except the Dying        | Vražda v zapadlé uličce | Michael DeCarlo | Janet MacLean                                               | 13. května 2004   | 9. července 2006  |
| 2  | Poor Tom Is Cold        | Konstáblova smrt        | Michael DeCarlo | Cal Coons, Jean Grieg, Cal Coons, Jean Grieg, Janet MacLean | 12. září 2004     | 16. července 2006 |
| 3  | Under the Dragon's Tail | Dračí kniha             | John L'Ecuyer   | Janet MacLean                                               | 8. září 2005      | 23. července 2006 |

### První řada (2008)
Natáčení první série probíhalo od 11. června do 17. října 2007, především v Torontu a Hamiltonu v Ontariu. Premiérována byla na stanci Winnipeg Citytv 20. ledna 2008, ostatní stanice Citytv sérii premiérovaly 24. ledna 2008.
| Č. v seriálu | Č. v řadě | Původní název               | Český název               | Režie          | Scénář                       | Premiéra v Kanadě | Premiéra v ČR   |
| ------------ | --------- | --------------------------- | ------------------------- | -------------- | ---------------------------- | ----------------- | --------------- |
| 1            | 1         | Power                       | Síla                      | Farhad Mann    | R.B. Carney                  | 24. ledna 2008    | 11. února 2010  |
| 2            | 2         | The Glass Ceiling           | Skleněný strop            | Shawn Thompson | Jean Greig, Cal Coons        | 27. ledna 2008    | 18. února 2010  |
| 3            | 3         | The Knockdown               | Knokaut                   | Shawn Thompson | Alexandra Zarowny            | 3. února 2008     | 25. února 2010  |
| 4            | 4         | Elementary, My Dear Murdoch | Jak prosté, milý Murdochu | Don McBrearty  | Jason Sherman                | 10. února 2008    | 4. března 2010  |
| 5            | 5         | Till Death Do Us Part       | Dokud nás smrt nerozdělí  | Don McBrearty  | Janet MacLean                | 17. února 2008    | 11. března 2010 |
| 6            | 6         | Let Loose the Dogs          | Vypusťte psy              | Don McBrearty  | Jean Greig, Cal Coons        | 24. února 2008    | 18. března 2010 |
| 7            | 7         | Body Double                 | Dvojí tělo                | Shawn Thompson | R.B. Carney                  | 2. března 2008    | 25. března 2010 |
| 8            | 8         | Still Waters                | Tiché vody                | Don McBrearty  | Derek Schreyer               | 9. března 2008    | 1. dubna 2010   |
| 9            | 9         | Belly Speaker               | Břichomluvec              | Farhad Mann    | Larry Lalonde, Philip Bedard | 16. března 2008   | 8. dubna 2010   |
| 10           | 10        | Child's Play                | Dětská hra                | Shawn Thompson | Alexandra Zarowny            | 23. března 2008   | 15. dubna 2010  |
| 11           | 11        | Bad Medicine                | Špatná medicína           | John L'Ecuyer  | Derek Schreyer               | 31. března 2008   | 22. dubna 2010  |
| 12           | 12        | The Prince and the Rebel    | Princ a rebel             | John L'Ecuyer  | Alexandra Zarowny            | 6. dubna 2008     | 29. dubna 2010  |
| 13           | 13        | The Annoying Red Planet     | Zatracená rudá planeta    | Shawn Thompson | Paul Aitken                  | 13. dubna 2008    | 6. května 2010  |

### Druhá řada (2009)
Natáčení druhé série probíhalo v Torontu, Cambridgi a St. George v Ontariu, dále také v Drumhelleru, Albertě a nedaleko Vancouveru, v Britské Kolumbii.
| Č. v seriálu | Č. v řadě | Původní název          | Český název                | Režie            | Scénář            | Premiéra v Kanadě                   | Premiéra v ČR     |
| ------------ | --------- | ---------------------- | -------------------------- | ---------------- | ----------------- | ----------------------------------- | ----------------- |
| 14           | 1         | Mild Mild West         | Krotký, krotký západ       | Paul Fox         | Derek Schreyer    | 10. února 2009                      | 13. května 2010   |
| 15           | 2         | Snakes and Ladders     | Hadi a žebříky             | Farhad Mann      | Cal Coons         | 10. února 2009                      | 20. května 2010   |
| 16           | 3         | Dinosaur Fever         | Dinosauří horečka          | Paul Fox         | Jean Greig        | 17. únor 2009                       | 27. května 2010   |
| 17           | 4         | Houdini Whodunit       | Případ Houdini             | Farhad Mann      | Alexandra Zarowny | 24. února 2009                      | 3. června 2010    |
| 18           | 5         | The Green Muse         | Zelená Múza                | Don McBrearty    | Bobby Theodore    | 3. března 2009                      | 10. června 2010   |
| 19           | 6         | Shades of Grey         | Stíny šedi                 | Don McBrearty    | Laura Phillips    | 10. března 2009                     | 17. června 2010   |
| 20           | 7         | Big Murderer on Campus | Velká vražda na univerzitě | Laurie Lynd      | Carol Hay         | 17. března 2009                     | 24. června 2010   |
| 21           | 8         | I, Murdoch             | Já, Murdoch                | Laurie Lynd      | Lori Spring       | 24. března 2009                     | 1. července 2010  |
| 22           | 9         | Convalescence          | Rekonvalescence            | Eleanor Lindo    | Paul Aitken       | 31. března 2009                     | 8. července 2010  |
| 23           | 10        | Murdoch.com            | Murdoch.com                | Eleanor Lindo    | Alexandra Zarowny | 6. května 2009 (UK 7. dubna 2009)   | 15. července 2010 |
| 24           | 11        | Let Us Ask the Maiden  | Zeptejme se dívky          | Harvey Crossland | Jason Sherman     | 13. května 2009 (UK 14. dubna 2009) | 22. července 2010 |
| 25           | 12        | Werewolves             | Vlkodlaci                  | Kelly Makin      | Paul Aitken       | 20. května 2009 (UK 21. dubna 2009) | 29. července 2010 |
| 26           | 13        | Anything You Can Do... | Veškerou možnou pomoc      | Kelly Makin      | Laura Phillips    | 27. května 2009 (UK 28. dubna 2009) | 5. srpna 2010     |

### Třetí řada (2010)
Natáčení třetí série probíhalo částečně v Bristolu v Anglii. Mezi hosty pro tuto sezónu patří Lisa Faulkner, Dmitry Chepovetsky a Peter Stebbings. Součástí smlouvy byla dohoda o přednostní premiéře epizod na stanici Alibi ve Velké Británii.
| Č. v seriálu | Č. v řadě | Původní název             | Český název            | Režie            | Scénář                         | Premiéra v Kanadě | Premiéra v ČR      |
| ------------ | --------- | ------------------------- | ---------------------- | ---------------- | ------------------------------ | ----------------- | ------------------ |
| 27           | 1         | The Murdoch Identity      | Murdochova totožnost   | Laurie Lynd      | Jean Greig                     | 16. února 2010    | 12. srpna 2010     |
| 28           | 2         | The Great Wall            | Velká zeď              | Harvey Crossland | Alexandra Zarowny              | 23. února 2010    | 19. srpna 2010     |
| 29           | 3         | Victor, Victorian         | Viktor nebo Viktorie?  | Laurie Lynd      | Alexandra Zarowny              | 2. března 2010    | 26. srpna 2010     |
| 30           | 4         | Rich Boy, Poor Boy        | Boháč a chudák         | Harvey Crossland | Carol Hay                      | 9. břazna 2010    | 2. září 2010       |
| 31           | 5         | Me, Myself and Murdoch    | Já, ještě já a Murdoch | Don McCutcheon   | Paul Aitken                    | 16. břazna 2010   | 9. září 2010       |
| 32           | 6         | This One Goes to Eleven   | Jedenácté podlaží      | Cal Coons        | Carol Hay                      | 23. března 2010   | 16. září 2010      |
| 33           | 7         | Blood and Circuses        | Krev a hry             | David Sutherland | Paul Aitken, Alexandra Zarowny | 30. března 2010   | 23. září 2010      |
| 34           | 8         | Future Imperfect          | Předbudoucí nečas      | Cal Coons        | Cal Coons                      | 6. dubna 2010     | 30. září 2010      |
| 35           | 9         | Love and Human Remains    | Láska a lidské ostatky | David Sutherland | Lori Spring                    | 13. dubna 2010    | 7. října 2010      |
| 36           | 10        | The Curse of Beaton Manor | Prokletí domu Beatonů  | John L'Ecuyer    | Paul Aitken                    | 20. dubna 2010    | 14. října 2010     |
| 37           | 11        | Hangman                   | Kat                    | Don McCutcheon   | Philip Bedard, Larry Lalonde   | 27. dubna 2010    | 21. října 2010     |
| 38           | 12        | In the Altogether         | Nahota                 | Steve Wright     | Jean Grieg                     | 4. května 2010    | 4. listopadu 2010  |
| 39           | 13        | The Tesla Effect          | Teslův efekt           | Steve Wright     | Cal Coons                      | 11. května 2010   | 11. listopadu 2010 |

### Čtvrtá řada (2011)
V srpnu 2010 společnost Shaftesbury Films oznámila, že natáčení je již v plném proudu a je plánováno do listopadu 2010. Mezi hosty pro tuto sezónu patří Victor Garber, Lisa Faulkner, Simon Williams, Peter Keleghan, Craig Olejnik, a Lisa Ray. 15. října 2010 natáčení navštívil i kanadský premiér Stephen Harper s dcerou.
| Č. v seriálu | Č. v řadě | Původní název         | Český název            | Režie            | Scénář                                                | Premiéra v Kanadě | Premiéra v ČR      |
| ------------ | --------- | --------------------- | ---------------------- | ---------------- | ----------------------------------------------------- | ----------------- | ------------------ |
| 40           | 1         | All Tattered and Torn | Rozedraný a špinavý    | Don McCutcheon   | Phil Bedard, Larry Lalonde                            | 15. února 2011    | 9. září 2012       |
| 41           | 2         | Kommando              | Komando                | Harvey Crossland | Graham Clegg                                          | 22. února 2011    | 16. září 2012      |
| 42           | 3         | Buffalo Shuffle       | Na skok do Buffala     | Yannick Bisson   | Phil Bedard, Larry Lalonde                            | 1. března 2011    | 23. září 2012      |
| 43           | 4         | Downstairs, Upstairs  | Nahoře a dole          | Harvey Crossland | Paul Aitken, Lori Spring                              | 8. března 2011    | 30. září 2012      |
| 44           | 5         | Monsieur Murdoch      | Monsieur Murdoch       | John L'Ecuyer    | Paul Aitken, Graham Clegg                             | 15. března 2011   | 7. října 2012      |
| 45           | 6         | Dead End Street       | Slepá ulička           | Laurie Lynd      | Carol Hay                                             | 22. března 2011   | 14. října 2012     |
| 46           | 7         | Confederate Treasure  | Konfederační poklad    | John L'Ecuyer    | Paul Aitken                                           | 29. března 2011   | 21. října 2012     |
| 47           | 8         | Dial M for Murdoch    | Vytočte M jako Murdoch | Leslie Hope      | Carol Hay                                             | 5. dubna 2011     | 4. listopadu 2012  |
| 48           | 9         | The Black Hand        | Černá ruka             | Don McCutcheon   | Cal Coons                                             | 12. dubna 2011    | 11. listopadu 2012 |
| 49           | 10        | Voices                | Hlasy                  | Gail Harvey      | Jean Greig                                            | 19. dubna 2011    | 18. listopadu 2012 |
| 50           | 11        | Bloodlust             | Krvežíznivost          | Gail Harvey      | Paul Aitken, Graham Clegg, Phil Bedard, Larry Lalonde | 26. dubna 2011    | 25. listopadu 2012 |
| 51           | 12        | The Kissing Bandit    | Líbající lupič         | Cal Coons        | Alexandra Zarowny                                     | 3. května 2011    | 2. prosince 2012   |
| 52           | 13        | Murdoch in Wonderland | Murdoch v říši divů    | Cal Coons        | Paul Aitken, Graham Clegg                             | 10. května 2011   | 9. prosince 2012   |

### Pátá řada (2012)
Oznámení o objednání páté řady vydala Citytv během 'Summer in the Square' 31. května 2011. Součástí tohoto dne byla i soutěž, jejíž vítěz si zahrál v jedné z epizod této řady.
| Č. v seriálu | Č. v řadě | Původní název                                                    | Český název                                                              | Režie            | Scénář                                                 | Premiéra v Kanadě            | Premiéra v ČR                |
| ------------ | --------- | ---------------------------------------------------------------- | ------------------------------------------------------------------------ | ---------------- | ------------------------------------------------------ | ---------------------------- | ---------------------------- |
| 53           | 1         | Murdoch of the Klondike                                          | Murdoch z Klondiku                                                       | Laurie Lynd      | Peter Mitchell                                         | 28. února 2012               | 16. prosince 2012            |
| 54           | 2         | Back and to the Left                                             | Zpátky a doleva                                                          | Don McCutcheon   | Paul Aitken, Graham Clegg                              | 6. března 2012               | 8. ledna 2013                |
| 55           | 3         | Evil Eye of Egypt                                                | Uhrančivé oko Egypta                                                     | Don McCutcheon   | Michelle Ricci                                         | 13. břazna 2012              | 15. ledna 2013               |
| 56           | 4         | War on Terror                                                    | Boj s teroristy                                                          | Laurie Lynd      | Peter Mitchell                                         | 20. března 2012              | 22. ledna 2013               |
| 57           | 5         | Murdoch at the Opera                                             | Murdoch v opeře                                                          | Yannick Bisson   | Carol Hay                                              | 27. března 2012              | 29. ledna 2013               |
| 58           | 6         | Who Killed the Electric Carriage?                                | Kdo pohřbil elektrický kočár?                                            | Harvey Crossland | Paul Aitken, Graham Clegg                              | 3. dubna 2012                | 5. února 2013                |
| 59 - 60      | 78        | Stroll on the Wild Side (Part 1)Stroll on the Wild Side (Part 2) | Procházka nebezpečnou čtvrtí 1. částProcházka nebezpečnou čtvrtí 2. část | Michael DeCarlo  | Daphne BallonCarol Hay                                 | 10. dubna 201217. dubna 2012 | 12. února 201319. února 2013 |
| 61           | 9         | Invention Convention                                             | Shromáždění vynálezců                                                    | Cal Coons        | Paul Aitken                                            | 24. dubna 2012               | 26. února 2013               |
| 62           | 10        | Staircase to Heaven                                              | Schody do nebe                                                           | Harvey Crossland | Maureen Jennings, Peter Mitchell                       | 1. května 2012               | 5. března 2013               |
| 63           | 11        | Murdoch in Toyland                                               | Murdoch v říši hraček                                                    | Cal Coons        | Graham Clegg                                           | 8. května 2012               | 12. března 2013              |
| 64           | 12        | Murdoch Night in Canada                                          | Murdochův večer v Kanadě                                                 | Gail Harvey      | Lori Spring                                            | 15. května 2012              | 19. března 2013              |
| 65           | 13        | Twentieth Century Murdoch                                        | Murdoch dvacátého století                                                | Gail Harvey      | Paul Aitken, Carol Hay, Peter Mitchell, Michelle Ricci | 22. května 2012              | 26. března 2013              |

### Šestá řada (2013)
15. listopadu 2011 bylo oznámeno, že Případy detektiva Murdocha přecházejí s šestou sérií na stanici CBC. Natáčení šesté série prbíhalo od 22. května do 28. září 2012.
 

Georgina Reilly (Dr. Emily Grace) byla pro tuto sérii povýšena na regulérní postavu.
| Č. v seriálu | Č. v řadě | Původní název                 | Český název                  | Režie            | Scénář                           | Premiéra v Kanadě | Premiéra v ČR    |
| ------------ | --------- | ----------------------------- | ---------------------------- | ---------------- | -------------------------------- | ----------------- | ---------------- |
| 66           | 1         | Murdoch Air                   | Létající stroj               | Don McCutcheon   | Peter Mitchell                   | 7. ledna 2013     | 4. ledna 2014    |
| 67           | 2         | Winston's Lost Night          | Winstonův ztracený večer     | Don McCutcheon   | Paul Aitken                      | 14. ledna 2013    | 11. ledna 2014   |
| 68           | 3         | Murdoch on the Corner         | Murdoch na rohu              | Cal Coons        | Paul Aitken                      | 21. ledna 2013    | 18. ledna 2014   |
| 69           | 4         | A Study in Sherlock           | Studie Sherlocka             | Don McCutcheon   | Graham Clegg                     | 28. ledna 2013    | 25. ledna 2014   |
| 70           | 5         | Murdoch Au Naturel            | Murdoch au naturel           | Harvey Crossland | Michelle Ricci                   | 4. února 2013     | 1. února 2014    |
| 71           | 6         | Murdoch and the Cloud of Doom | Murdoch a oblak zkázy        | Yannick Bisson   | Derek Schreyer                   | 11. února 2013    | 8. února 2014    |
| 72           | 7         | The Ghost of Queen's Park     | Pátrání po duchovi           | Harvey Crossland | Lori Spring                      | 25. února 2013    | 23. května 2014  |
| 73           | 8         | Murdoch in Ladies Wear        | Murdoch v dámském oblečení   | Cal Coons        | Carol Hay                        | 4. března 2013    | 30. května 2014  |
| 74           | 9         | Victoria Cross                | Viktoriin kříž               | Peter Mitchell   | Maureen Jennings, Peter Mitchell | 11. března 2013   | 6. června 2014   |
| 75           | 10        | Twisted Sisters               | Zvrácené sestry              | Eleanore Lindo   | Michelle Ricci                   | 18. března 2013   | 13. června 2014  |
| 76           | 11        | Lovers in a Murderous Time    | Milenci ve vražedných časech | Dawn Wilkinson   | Carol Hay                        | 25. března 2013   | 20. června 2014  |
| 77           | 12        | Crime & Punishment            | Zločin a trest               | Laurie Lynd      | Peter Mitchell                   | 8. dubna 2013     | 27. června 2014  |
| 78           | 13        | The Murdoch Trap              | Past na Murdocha             | Laurie Lynd      | Paul Aitken                      | 15. dubna 2013    | 4. července 2014 |

### Sedmá řada (2013–2014)
Dne 2. dubna 2013 objednala stanice CBC sednou řadu, zároveň také rozšířila počet epizod z 13 na 18. Tato série měla premiéru 30. září 2013.
| Č. v seriálu | Č. v řadě | Původní název                                      | Český název                                         | Režie            | Scénář                                                       | Premiéra v Kanadě  | Premiéra v ČR      |
| ------------ | --------- | -------------------------------------------------- | --------------------------------------------------- | ---------------- | ------------------------------------------------------------ | ------------------ | ------------------ |
| 79           | 1         | Murdoch Ahoy                                       | Vodácké dobrodružství                               | Laurie Lynd      | Paul Aitken                                                  | 30. září 2013      | 15. listopadu 2014 |
| 80           | 2         | Tour de Murdoch                                    | Tour de Murdoch                                     | Laurie Lynd      | Jordan Christianson                                          | 7. října 2013      | 22. listopadu 2014 |
| 81           | 3         | The Filmed Adventures of Detective William Murdoch | Zfilmovaná dobrodružství detektiva Wiliama Murdocha | Gail Harvey      | Peter Mitchell                                               | 14. října 2013     | 29. října 2014     |
| 82           | 4         | Return of Sherlock Holmes                          | Sherlockův návrat                                   | Gail Harvey      | Carol Hay                                                    | 21. říjen 2013     | 6. prosince 2014   |
| 83           | 5         | Murdoch of the Living Dead                         | Murdoch a živí mrtví                                | Yannick Bisson   | Michelle Ricci                                               | 28. října 2013     | 3. ledna 2015      |
| 84           | 6         | Murdochophobia                                     | Murdochofobie                                       | Cal Coons        | Maureen Jennings, Peter Mitchell                             | 4. listopadu 2013  | 10. ledna 2015     |
| 85           | 7         | Loch Ness Murdoch                                  | Loch Ness Murdoch                                   | Cal Coons        | Michelle Ricci                                               | 18. listopadu 2013 | 17. ledna 2015     |
| 86           | 8         | Republic of Murdoch                                | Murdochova republika                                | Don McCutcheon   | Paul Aitken, Peter Mitchell                                  | 25. listopadu 2013 | 24. ledna 2015     |
| 87           | 9         | Midnight Train to Kingston                         | Půlnoční vlak do Kingstonu                          | Don McCutcheon   | Paul Aitken, Peter Mitchell                                  | 2. prosince 2013   | 31. ledna 2015     |
| 88           | 10        | Murdoch in Ragtime                                 | Murdoch a ragtime                                   | Harvey Crossland | Carol Hay                                                    | 6. ledna 2014      | 7. února 2015      |
| 89           | 11        | Journey to the Centre of Toronto                   | Cesta do středu Toronta                             | Harvey Crossland | Simon McNabb                                                 | 13. ledna 2014     | 14. února 2015     |
| 90           | 12        | Unfinished Business                                | Neuzavřená záležitost                               | Dawn Wilkinson   | Peter Mohan                                                  | 20. ledna 2014     | 21. února 2015     |
| 91           | 13        | The Murdoch Sting                                  | Murdochův podraz                                    | Sudz Sutherland  | Jackie May                                                   | 27. ledna 2014     | 28. února 2015     |
| 92           | 14        | Friday the 13th, 1901                              | Pátek třináctého, 1901                              | Michael DeCarlo  | Lori Spring                                                  | 3. března 2014     | 7. března 2015     |
| 93           | 15        | The Spy Who Came Up to the Cold                    | Špion, který se vrátil                              | Sudz Sutherland  | Adam Barken                                                  | 10. března 2014    | 14. března 2015    |
| 94           | 16        | Kung Fu Crabtree                                   | Kung-fu Crabtree                                    | Michael McGowan  | Paul Aitken                                                  | 24. března 2014    | 21. března 2015    |
| 95           | 17        | Blast of Silence                                   | Výbuch ticha                                        | Peter Mitchell   | Peter Mitchell                                               | 31. března 2014    | 31. března 2015    |
| 96           | 18        | The Death of Dr. Ogden                             | Smrt doktora Ogdena                                 | Michael McGowan  | Jordan Christianson, Carol Hay, Simon McNabb, Michelle Ricci | 7. dubna 2014      | 14. dubna 2015     |

### Osmá řada (2014–2015)
4. dubna 2014 stanice CBC obnovila seriál pro osmou sérii.
| Č. v seriálu | Č. v řadě | Původní název                                        | Český název                    | Režie            | Scénář                              | Premiéra v Kanadě           | Premiéra v ČR              |
| ------------ | --------- | ---------------------------------------------------- | ------------------------------ | ---------------- | ----------------------------------- | --------------------------- | -------------------------- |
| 97 - 98      | 12        | On the Waterfront (Part 1)On the Waterfront (Part 2) | Nábřeží 1. částNábřeží 2. část | Laurie Lynd      | Peter Mitchell                      | 6. října 201413. října 2014 | 30. září 20167. října 2016 |
| 99           | 3         | Glory Days                                           | Staré dobré časy               | Yannick Bisson   | Jordan Christianson, Peter Mitchell | 20. října 2014              | 14. října 2016             |
| 100          | 4         | Holy Matrimony, Murdoch!                             | Posvátné manželství            | Sudz Sutherland  | Paul Aitken                         | 3. listopadu 2014           | 21. října 2016             |
| 101          | 5         | Murdoch Takes Manhattan                              | Murdoch zasahuje na Manhattanu | Sudz Sutherland  | Simon McNabb                        | 10. listopadu 2014          | 4. listopadu 2016          |
| 102          | 6         | The Murdoch Appreciation Society                     | Fan klub detektiva Murdocha    | Deborah Chow     | Carol Hay                           | 17. listopad 2014           | 11. listopadu 2016         |
| 103          | 7         | What Lies Buried                                     | Pohřbené tajemství             | Deborah Chow     | Paul Aitken                         | 24. listopadu 2014          | 18. listopadu 2016         |
| 104          | 8         | High Voltage                                         | Vysoké napětí                  | Cal Coons        | Carol Hay                           | 1. prosince 2014            | 25. listopadu 2016         |
| 105          | 9         | The Keystone Constables                              | Nepostradatelní konstáblové    | Cal Coons        | Jordan Christianson                 | 8. prosince 2014            | 2. prosince 2016           |
| 106          | 10        | Murdoch and the Temple of Death                      | Murdoch a Chrám smrti          | Harvey Crossland | Paul Aitken                         | 12. ledna 2015              | 9. prosince 2016           |
| 107          | 11        | All That Glitters                                    | Všechno, co se třpytí          | Harvey Crossland | Lori Spring                         | 19. ledna 2015              | 16. prosince 2016          |
| 108          | 12        | The Devil Wears Whalebone                            | Ďábel nosí korzet              | Eleanore Lindo   | Michelle Ricci                      | 26. ledna 2015              | 6. ledna 2017              |
| 109          | 13        | The Incurables                                       | Nevyléčitelné případy          | Eleanore Lindo   | Peter Mitchell                      | 9. února 2015               | 13. ledna 2017             |
| 110          | 14        | Toronto's Girl Problem                               | Problém s torontskými děvčaty  | Peter Mitchell   | Michelle Ricci                      | 16. února 2015              | 20. ledna 2017             |
| 111          | 15        | Shipwreck                                            | Ztroskotání                    | Don McBrearty    | Maureen Jennings                    | 23. únor 2015               | 27. ledna 2017             |
| 112          | 16        | CrabtreeMania                                        | Crabtree mánie                 | Peter Mitchell   | Simon McNabb, Jordan Christianson   | 16. března 2015             | 3. února 2017              |
| 113          | 17        | Election Day                                         | Volební den                    | Don McBrearty    | Michelle Ricci, Mary Pederson       | 23. března 2015             | 10. února 2017             |
| 114          | 18        | Artful Detective                                     | Mazaný detektiv                | Don McCutcheon   | Paul Aitken, Carol Hay              | 30. března 2015             | 17. února 2017             |

### Devátá řada (2015–2016)
Dne 4. března 2015 stanice CBC oznámila, že seriál získal devátou řadu.
| Č. v seriálu | Č. v řadě | Původní název             | Český název                | Režie            | Scénář                                            | Premiéra v Kanadě  | Premiéra v ČR                      |
| ------------ | --------- | ------------------------- | -------------------------- | ---------------- | ------------------------------------------------- | ------------------ | ---------------------------------- |
| 115          | 1         | Nolo Contendere           | Nolo Contendere            | TW Peacocke      | Peter Mitchell, Paul Aitken                       | 5. října 2015      | 24. února 2017                     |
| 116          | 2         | Marked Twain              | Mark Twain                 | TW Peacocke      | Peter Mitchell                                    | 12. října 2015     | 3. března 2017                     |
| 117          | 3         | Double Life               | Dvojí život                | Gary Harvey      | Jordan Christianson                               | 26. října 2015     | 10. března 2017                    |
| 118          | 4         | Barenaked Ladies          | Obnažené dámy              | Laurie Lynd      | Carol Hay                                         | 2. listopad 2015   | 17. března 2017                    |
| 119          | 5         | 24 Hours Til Doomsday     | 24 hodin do konce světa    | Gary Harvey      | Paul Aitken                                       | 9. listopadu 2015  | 24. března 2017                    |
| 120          | 6         | The Local Option          | Právo na prohibici         | Laurie Lynd      | Simon McNabb                                      | 16. listopadu 2015 | 31. března 2017                    |
| 121          | 7         | Summer of '75             | Léto 1875                  | Don McBrearty    | Michelle Ricci, Carol Hay                         | 23. listopad 2015  | 7. dubna 2017                      |
| 122          | 8         | Pipe Dreamzzz             | Chiméry                    | Don McBrearty    | Michelle Ricci                                    | 30. listopadu 2015 | 14. dubna 2017                     |
| _            | S01       | A Merry Murdoch Christmas | Murdochovy Vánoce          | Michael McGowan  | Peter Mitchell                                    | 21. prosince 2015  | není známo, vysíláno na Epic Drama |
| 123          | 9         | Raised on Robbery         | Dětský den                 | Eleanor Lindo    | Paul Aitken                                       | 11. ledna 2016     | 21. dubna 2017                     |
| 124          | 10        | The Big Chill             | Velké rozčarování          | Eleanor Lindo    | Jordan Christianson                               | 18. ledna 2016     | 28. dubna 2017                     |
| 125          | 11        | A Case of the Yips        | Vražda podle pravidel      | Cal Coons        | Simon McNabb                                      | 28. ledna 2016     | 5. května 2017                     |
| 126          | 12        | Unlucky in Love           | Neštěstí v lásce           | Cal Coons        | Lori Spring                                       | 1. února 2016      | 12. května 2017                    |
| 127          | 13        | Colour Blinded            | Barvoslepost               | Leslie Hope      | Mary Pedersen                                     | 8. února 2016      | 19. května 2017                    |
| 128          | 14        | Wild Child                | Divoška                    | Jill Carter      | Carol Hay                                         | 22. února 2016     | 26. května 2017                    |
| 129          | 15        | House of Industry         | Vražda v chudobinci        | Harvey Crossland | Maureen Jennings                                  | 29. února 2016     | 2. června 2017                     |
| 130          | 16        | Bloody Hell               | Výpalné                    | Harvey Crossland | Paul Aitken                                       | 7. března 2016     | 9. června 2017                     |
| 131          | 17        | From Buffalo With Love    | Srdečné pozdravy z Buffala | Peter Mitchell   | Michell Ricci                                     | 14. března 2016    | 16. června 2017                    |
| 132          | 18        | Cometh the Archer         | Lučištník přichází         | Peter Mitchell   | Peter Mitchell, Simon McNabb, Jordan Christianson | 21. března 2016    | 23. června 2017                    |

### Desátá řada (2016–2017)
Dne 31. března 2016 oznámila stanice CBC, že objednala desátou řadu seriálu.
| Č. v seriálu | Č. v řadě | Původní název                                        | Český název                                  | Režie            | Scénář                                            | Premiéra v Kanadě            | Premiéra v ČR                      |
| ------------ | --------- | ---------------------------------------------------- | -------------------------------------------- | ---------------- | ------------------------------------------------- | ---------------------------- | ---------------------------------- |
| 133 - 134    | 12        | Great Ball of Fire, Part 1Great Ball of Fire, Part 2 | Planoucí srdce 1. částPlanoucí srdce 2. část | Gary Harvey      | Peter Mitchell                                    | 10. října 201617. října 2016 | 29. srpna 20175. září 2017         |
| 135          | 3         | A Study in Pink                                      | Lež, jako když tiskne                        | Norma Bailey     | Paul Aitken                                       | 24. října 2016               | 12. září 2017                      |
| 136          | 4         | Concocting A Killer                                  | Vykonstruované obvinění                      | Norma Bailey     | Simon McNabb                                      | 31. října 2016               | 19. září 2017                      |
| 137          | 5         | Jagged Little Pill                                   | Hořká pilulka                                | Harvey Crossland | Carol Hay                                         | 7. listopadu 2016            | 3. října 2017                      |
| 138          | 6         | Bend it Like Brakenreid                              | Dej faleš jako Brackenreid                   | Cal Coons        | Michlle Ricci                                     | 14. listopadu 2016           | 28. listopadu 2017                 |
| 139          | 7         | Painted Ladies                                       | Polibek smrti                                | Harvey Crossland | Mary Pedersen                                     | 21. listopadu 2016           | 5. prosince 2017                   |
| 140          | 8         | Weekend at Murdoch's                                 | Víkend u Murdochů                            | Eleanore Lindo   | Jordan Christianson                               | 28. listopadu 2016           | 12. prosince 2017                  |
| 141          | 9         | Excitable Chap                                       | Pramen věčného mládí                         | Cal Coons        | Peter Mitchell, Simon McNabb                      | 5. prosince 2016             | 4. ledna 2018                      |
| _            | S02       | Once Upon a Murdoch Christmas                        | Murdochovy pohádkové Vánoce                  | TW Peacocke      | Michelle Ricci, Carol Hay, Paul Aitken            | 12. prosince 2016            | není známo, vysíláno na Epic Drama |
| 142          | 10        | The Devil Inside                                     | Ďábel uvnitř                                 | Eleanore Lindo   | Paul Aitken                                       | 9. ledna 2017                | 18. ledna 2018                     |
| 143          | 11        | A Murdog Mystery                                     | Zakopaný pes                                 | Don McCutcheon   | Lori Spring                                       | 16. ledna 2017               | 1. února 2018                      |
| 144          | 12        | The Missing                                          | Nezvěstný                                    | Renuka Jeyapalan | Maureen Jennings                                  | 23. ledna 2017               | 8. února 2018                      |
| 145          | 13        | Mr. Murdoch's Neighbourhood                          | Murdochovi sousedé                           | Jill Carter      | Carol Hay                                         | 6. února 2017                | 15. února 2018                     |
| 146          | 14        | From Murdoch to Eternity                             | Od Murdocha k věčnosti                       | Jill Carter      | Simon McNabb                                      | 13. února 2017               | 22. února 2018                     |
| 147          | 15        | Hades Hath No Fury                                   | Bohyně pomsty                                | Leslie Hope      | Michelle Ricci                                    | 20. února 2017               | 1. března 2018                     |
| 148          | 16        | Master Lovecraft                                     | Mistr Lovecraft                              | Leslie Hope      | Jordan Christianson                               | 27. února 2017               | 8. března 2018                     |
| 149          | 17        | Hot Wheels of Thunder                                | Divoká jízda                                 | Peter Mitchell   | Peter Mitchell, Simon McNabb, Jordan Christianson | 13. března 2017              | 15. března 2018                    |
| 150          | 18        | Hell to Pay                                          | Bude zle                                     | Peter Mitchell   | Peter Mitchell                                    | 20. března 2017              | 22. března 2018                    |

### Jedenáctá řada (2017–2018)
Dne 13. března 2017 stanice CBC objednala jedenáctou řadu.
| Č. v seriálu | Č. v řadě | Původní název         | Český název         | Režie            | Scénář                                  | Premiéra v Kanadě  | Premiéra v ČR                      |
| ------------ | --------- | --------------------- | ------------------- | ---------------- | --------------------------------------- | ------------------ | ---------------------------------- |
| 151          | 1         | Up from Ashes         | Povstání z popela   | Don McCutcheon   | Peter Mitchell                          | 25. září 2017      | 29. března 2018                    |
| 152          | 2         | Merlot Mysteries      | Záhada Merlotu      | Don McCutcheon   | Peter Mitchell a Simon McNabb           | 2. října 2017      | 5. dubna 2018                      |
| 153          | 3         | 8 Footsteps           | Osm kroků           | Laurie Lynd      | Paul Aitken                             | 9. října 2017      | 12. dubna 2018                     |
| 154          | 4         | The Canadian Patient  | Kanadský pacient    | Laurie Lynd      | Simon McNabb                            | 16. října 2017     | 19. dubna 2018                     |
| 155          | 5         | Dr. Osler Regrets     | Doktor Osler lituje | Alison Reid      | Dan Trotta                              | 23. října 2017     | 26. dubna 2018                     |
| 156          | 6         | 21 Murdoch Street     | Oko bere            | Harvey Crossland | Natalia Guled                           | 6. listopadu 2017  | 10. května 2018                    |
| 157          | 7         | The Accident          | Nehoda              | Alison Reid      | Mary Pedersen                           | 13. listopadu 2017 | 3. května 2018                     |
| 158          | 8         | Brakenreid Boudoir    | Svůdník Brackenreid | Harvey Crossland | Peter Mitchell                          | 4. prosince 2017   | 15. května 2018                    |
| 159          | 9         | The Talking Dead      | Hovořící mrtví      | Eleanore Lindo   | Lori Spring                             | 11. prosince 2017  | 17. května 2018                    |
| _            | S03       | Home for the Holidays | Domů na svátky      | Gary Harvey      | Peter Mitchell, Simon McNabb            | 18. prosince 2017  | není známo, vysíláno na Epic Drama |
| 160          | 10        | F.L.A.S.H.!           | B.L.E.S.K.          | Eleanore Lindo   | Paul Aitken                             | 8. ledna 2018      | 22. května 2018                    |
| 161          | 11        | Biffers and Blockers  | Výbušná hra         | Megan Follows    | Dan Trotta                              | 15. ledna 2018     | 24. května 2018                    |
| 162          | 12        | Mary Wept             | Slzy Panny Marie    | Megan Follows    | Noelle Girard                           | 22. ledna 2018     | 29. května 2018                    |
| 163          | 13        | Crabtree à la Carte   | Crabtree à la Carte | Leslie Hope      | Simon McNabb                            | 29. ledna 2018     | 31. května 2018                    |
| 164          | 14        | The Great White Moose | Velký bílý los      | Leslie Hope      | Paul Aitken, Graham Clegg               | 5. února 2018      | 5. června 2018                     |
| 165          | 15        | Murdoch Schmurdoch    | Murdochovo chucpe   | Sherren Lee      | Lori Spring, Robert Rotenberg           | 26. února 2018     | 7. června 2018                     |
| 166          | 16        | Game of Kings         | Královská hra       | Peter Mitchell   | Maureen Jennings                        | 5. března 2018     | 12. června 2018                    |
| 167          | 17        | Shadows Are Falling   | Padající stíny      | Sherren Lee      | Mary Pederson                           | 12. března 2018    | 14. června 2018                    |
| 168          | 18        | Free Falling          | Volný pád           | Peter Mitchell   | Simon McNabb, Mary Pedersen, Dan Trotta | 19. března 2018    | 19. června 2018                    |

### Dvanáctá řada (2018–2019)
| Č. v seriálu | Č. v řadě | Původní název                                                      | Český název                                       | Režie               | Scénář                         | Premiéra v Kanadě            | Premiéra v ČR                    |
| ------------ | --------- | ------------------------------------------------------------------ | ------------------------------------------------- | ------------------- | ------------------------------ | ---------------------------- | -------------------------------- |
| 169          | 1         | Murdoch Mystery Mansion                                            | Murdochova vražedná vila                          | Gary Harvey         | Peter Mitchell                 | 24. září 2018                | 30. října 2019                   |
| 170          | 2         | Operation: Murder                                                  | Operace: Vražda                                   | Harvey Crossland    | Mary Pedersen                  | 1. října 2018                | 13. listopadu 2019               |
| 171          | 3         | My Big Fat Mimico Wedding                                          | Výživná svatba v Mimicu                           | Gary Harvey         | Simon McNabb                   | 8. října 2018                | 20. listopadu 2019               |
| 172          | 4         | Murdoch Without Borders                                            | Murdoch bez hranic                                | Harvey Crossland    | Dan Trotta                     | 15. října 2018               | 27. listopadu 2019               |
| 173          | 5         | The Spy Who Loved Murdoch                                          | Špionka, která milovala Murdocha                  | Alison Reid         | Simon McNabb                   | 22. října 2018               | 7. dubna 2020                    |
| 174          | 6         | Sir. Sir? Sir!!!                                                   | Murdoch a mimozemšťané                            | Craig David Wallace | Peter Mitchell                 | 29. října 2018               | 6. listopadu 2019                |
| 175          | 7         | Brother's Keeper                                                   | Ochránce slabších                                 | Craig David Wallace | Paul Aitken                    | 5. listopadu 2018            | 14. dubna 2020                   |
| 176          | 8         | Drowning in Money                                                  | Bazén jmění                                       | Alison Reid         | Noelle Girard                  | 12. listopadu 2018           | 21. dubna 2020                   |
| 177          | 9         | Secrets and Lies                                                   | Tajemství a lež                                   | Leslie Hope         | Peter Mitchell                 | 26. listopadu 2018           | 28. dubna 2020                   |
| 178          | 10        | Pirates of the Great Lakes                                         | Piráti Velkých jezer                              | Leslie Hope         | Dan Trotta                     | 7. ledna 2019                | 5. května 2020                   |
| 179          | 11        | Annabella Cinderella                                               | Popelka na útěku                                  | Sherren Lee         | Paul Aitken                    | 14. ledna 2019               | 12. května 2020                  |
| 180          | 12        | Six of the Best                                                    | Šestkrát a dost                                   | Sherren Lee         | Lori Spring                    | 21. ledna 2019               | 19. května 2020                  |
| 181          | 13        | Murdoch and the Undetectable Man                                   | Neviditelný muž                                   | Mina Shum           | Paul Aitken                    | 28. ledna 2019               | 26. května 2020                  |
| 182          | 14        | Sins of the Father                                                 | Otcovy hříchy                                     | Mina Shum           | Simon McNabb                   | 4. února 2019                | 2. června 2020                   |
| 183          | 15        | One Minute to Murder                                               | Minuta do vraždy                                  | Mars Horodyski      | Maureen Jennings               | 11. února 2019               | 9. června 2020                   |
| 184          | 16        | Manual for Murder                                                  | Návod k vraždě                                    | Warren P. Sonoda    | Paul Aitken a Robert Rotenberg | 18. února 2019               | 16. června 2020                  |
| 185 - 186    | 1718      | Darkness Before the Dawn (Part 1)Darkness Before the Dawn (Part 2) | Tma před úsvitem I. částTma před úsvitem II. část | Peter Mitchell      | Mary PedersenSimon McNabb      | 25. února 20194. března 2019 | 2. července 20209. července 2020 |

### Třináctá řada (2019–2020)
| Č. v seriálu | Č. v řadě | Původní název                   | Český název                 | Režie               | Scénář                                                 | Premiéra v Kanadě  | Premiéra v ČR   |
| ------------ | --------- | ------------------------------- | --------------------------- | ------------------- | ------------------------------------------------------ | ------------------ | --------------- |
| 187          | 1         | Troublemakers                   | Potížistky                  | Harvey Crossland    | Peter Mitchell                                         | 16. září 2019      | 11. ledna 2021  |
| 188          | 2         | Bad Pennies                     | Černé ovce                  | Harvey Crossland    | Peter Mitchell                                         | 23. září 2019      | 17. ledna 2021  |
| 189          | 3         | Forever Young                   | Věčně mladá                 | Shereen Lee         | Paul Aitken                                            | 30. září 2019      | 24. ledna 2021  |
| 190          | 4         | Prodigal Father                 | Marnotratný otec            | Yannick Bisson      | Simon McNabb                                           | 14. října 2019     | 31. ledna 2021  |
| 191          | 5         | Murdoch and the Cursed Caves    | Murdoch a prokleté jeskyně  | Mars Horodyski      | Noelle Girard                                          | 28. října 2019     | 14. února 2021  |
| 192          | 6         | The Philately Fatality          | Fatální filatelie           | Shereen Lee         | Mary Pedersen                                          | 4. listopadu 2019  | 7. února 2021   |
| 193          | 7         | Toronto the Bad                 | Noční ptáci                 | Shereen Lee         | Dan Trotta                                             | 11. listopadu 2019 | 21. února 2021  |
| 194          | 8         | The Final Curtain               | Poslední opona              | Mina Shum           | Simon McNabb                                           | 18. listopadu 2019 | 28. února 2021  |
| 195          | 9         | The Killing Dose                | Smrtelná dávka              | Mina Shum           | Mary Pederson                                          | 25. listopadu 2019 | 7. března 2021  |
| 196          | 10        | Parker in the Rye               | Parker chytá v žitě         | Mars Horodyski      | Dan Trotta                                             | 6. ledna 2020      | 14. března 2021 |
| 197          | 11        | Staring Blindly into the Future | Slepý pohled do budoucnosti | Harvey Crossland    | Paul Aitken, Noelle Girard, Mary Pederson a Dan Trotta | 13. ledna 2020     | 21. března 2021 |
| 198          | 12        | Fox Hunt                        | Hon na lišku                | Craig David Wallace | Simon McNabb                                           | 20. ledna 2020     | 28. března 2021 |
| 199          | 13        | Kill Thy Neighbour              | Zabij bližního svého        | Craig David Wallace | Mary Pederson a Noelle Girad                           | 27. ledna 2020     | 11. dubna 2021  |
| 200          | 14        | Rigid Silence                   | Zatvrzelá mlčenlivost       | Shamim Serif        | Maureen Jennings                                       | 3. února 2020      | 18. dubna 2021  |
| 201          | 15        | The Trial of Terrence Myers     | Případ Terrence Meyerse     | Gary Harvey         | Paul Aitken                                            | 10. února 2020     | 25. dubna 2021  |
| 202          | 16        | In the Company of Women         | Mezi námi, ženami           | Gary Harvey         | Lori Spring                                            | 17. února 2020     | 2. května 2021  |
| 203          | 17        | Things Left Behind              | Břímě minulosti             | Peter Mitchell      | Simon McNabb a Peter Mitchell                          | 24. února 2020     | 9. května 2021  |
| 204          | 18        | The Future is Unwritten         | Nepopsaný list              | Peter Mitchell      | Simon McNabb a Peter Mitchell                          | 2. března 2020     | 16. května 2021 |

### Čtrnáctá řada (2021)
| Č. v seriálu | Č. v řadě | Původní název                                              | Český název                                     | Režie            | Scénář                                                                                                  | Premiéra v Kanadě             | Premiéra v ČR                  |
| ------------ | --------- | ---------------------------------------------------------- | ----------------------------------------------- | ---------------- | --- | ----------------------------- | ------------------------------ |
| 205          | 1         | Murdoch and the Tramp                                      | Murdoch a tulák                                 | Yannick Bisson   | Simon McNabb                                                                                            | 4. ledna 2021                 | 23. května 2021                |
| 206          | 2         | Rough and Tumble                                           | Na hrubiána hrubá záplata                       | Yannick Bisson   | Peter Michell                                                                                           | 11. ledna 2021                | 30. května 2021                |
| 207          | 3         | Code M for Murdoch                                         | Kód "M" Jako Murdoch                            | Gary Harvey      | Paul Aitken                                                                                             | 18. ledna 2021                | 6. června 2021                 |
| 208          | 4         | Shock Value                                                | K smrti šokován                                 | Ruba Nadda       | Maureen Jennings                                                                                        | 25. ledna 2021                | 13. června 2021                |
| 209          | 5         | Murder Checks In                                           | Vražda v hotýlku                                | Mina Shum        | Noelle Girard                                                                                           | 1. února 2021                 | 20. června 2021                |
| 210          | 6         | The Ministry of Virtue                                     | Úřad počestnosti                                | Mina Shum        | Christina Ray                                                                                           | 8. února 2021                 | 27. června 2021                |
| 211          | 7         | Murdoch Escape Room                                        | Úniková hra                                     | Warren P. Sonoda | Paul Aitken                                                                                             | 15. února 2021                | 4. července 2021               |
| 212          | 8         | The Dominion of New South Mimico                           | Svrchované Mimico                               | Ruba Nadda       | Simon McNabb                                                                                            | 22. února 2021                | 11. července 2021              |
| 213          | 9         | The .38 Murdoch Special                                    | Modrý drak                                      | Sharon Lewis     | Simon McNabb a Caleigh Bacchus                                                                          | 1. března 2021                | 18. července 2021              |
| 214 - 215    | 1011      | Everything is Broken Part OneEverything is Broken Part Two | Nic není, jak má být I.Nic není, jak má být II. | Peter Mitchell   | námět: Peter Mitchell scénář: Paul Aitken, Simon McNabb, Noelle Girard, Christina Ray a Caleigh Bacchus | 8. března 202115. března 2021 | 26. července 20211. srpna 2021 |

### Patnáctá řada (2021–2022)
| Č. v seriálu | Č. v řadě | Původní název                                                      | Český název                                                                 | Režie                | Scénář | Premiéra v Kanadě          | Premiéra v ČR                                                                                    |
| ------------ | --------- | ------------------------------------------------------------------ | --------------------------------------------------------------------------- | -------------------- | --- | -------------------------- | ------------------------------------------------------------------------------------------------ |
| 216 - 217    | 12        | The Things We Do For Love, Part 1The Things We Do For Love, Part 2 | Věci, které děláme pro lásku, část I.Věci, které děláme pro lásku, část II. | TW Peacocke          | Peter Mitchell | 13. září 202127. září 2021 | 15. dubna 2022 (Epic Drama) 14. srpna 2022 (ČT1)15. dubna 2022 (Epic Drama) 21. srpna 2022 (ČT1) |
| 218          | 3         | Manhunt                                                            | Kořist                                                                      | Yannick Bisson       | Paul Aitken | 4. října 2021              | 16. dubna 2022 (Epic Drama) 28. srpna 2022 (ČT1)                                                 |
| 219          | 4         | Blood on the Tracks                                                | Krev na kolejích                                                            | Yannick Bisson       | Noelle Girard | 11. října 2021             | 16. dubna 2022 (Epic Drama) 4. září 2022 (ČT1)                                                   |
| 220          | 5         | Love or Money                                                      | Lásku nebo peníze                                                           | Sharon Lewis         | Noelle Girard | 18. října 2021             | 18. dubna 2022 (Epic Drama) 11. září 2022 (ČT1)                                                  |
| 221          | 6         | I Know What You Did Last Autumn                                    | Klauniáda                                                                   | Craig David Wallace  | Simon McNabb | 25. října 2021             | 18. dubna 2022 (Epic Drama) 18. září 2022 (ČT1)                                                  |
| 222          | 7         | The Incorrigible Dr. Ogden                                         | Nenapravitelná doktorka Ogdenová                                            | Craig David Wallace  | Christina Ray | 1. listopadu 2021          | 24. dubna 2022 (Epic Drama) 25. září 2022 (ČT1)                                                  |
| 223          | 8         | Murdoch Knows Best                                                 | Murdoch ví, co dělá                                                         | Don McCutcheon       | Simon McNabb | 8. listopadu 2021          | 24. dubna 2022 (Epic Drama) 2. října 2022 (ČT1)                                                  |
| 224          | 9         | The Lady Vanishes                                                  | Zmizelá dáma                                                                | Sharon Lewis         | Simon McNabb | 15. listopadu 2021         | 1. května 2022 (Epic Drama) 10. října 2022 (ČT1)                                                 |
| 225          | 10        | Drawn in Blood                                                     | Nakresleno krví                                                             | Don McCutcheon       | Caleigh Bacchus | 22. listopadu 2021         | 1. května 2022 (Epic Drama) 16. října 2022 (ČT1)                                                 |
| 226          | 11        | The Night Before Christmas                                         | Večer před Vánoci                                                           | Laurie Lynd          | Paul Aitken | 29. listopadu 2021         | 8. května 2022 (Epic Drama) 23. října 2022 (ČT1)                                                 |
| 227          | 12        | There's Something About Mary                                       | Na té Mary něco je                                                          | Dawn Sorokolit-Burke | Carol Hay | 3. ledna 2022              | 8. května 2022 (Epic Drama) 30. října 2022 (ČT1)                                                 |
| 228          | 13        | Murdoch on the Couch                                               | Murdoch na terapii                                                          | Eleanore Lindo       | Paul Aitken a Simon McNabb | 10. ledna 2022             | 15. května 2022 (Epic Drama) 6. listopadu 2022 (ČT1)                                             |
| 229          | 14        | The Witches of East York                                           | Čarodějnice východního Yorku                                                | Bosede Williams      | Christina Ray | 17. ledna 2022             | 15. května 2022 (Epic Drama) 13. listopadu 2022 (ČT1)                                            |
| 230          | 15        | Rawhide Ralph                                                      | V Ralphově kůži                                                             | Bosede Williams      | Peter Mitchell | 24. ledna 2022             | 22. května 2022 (Epic Drama) 20. listopadu 2022 (ČT1)                                            |
| 231          | 16        | It's a Wonderful Game                                              | Bezvadná hra                                                                | Cat Hostick          | Maureen Jennings | 31. ledna 2022             | 22. května 2022 (Epic Drama) 27. listopadu 2022 (ČT1)                                            |
| 232          | 17        | Bloodlines                                                         | Rodokmen                                                                    | Rama Rau             | Caleigh Bacchus | 21. února 2022             | 29. května 2022 (Epic Drama) 4. prosince 2022 (ČT1)                                              |
| 233          | 18        | Patriot Games                                                      | Hra patriotů                                                                | Jennifer Liao        | Jennifer Lee a Simon McNabb | 28. února 2022             | 29. května 2022 (Epic Drama) 11. prosince 2022 (ČT1)                                             |
| 234          | 19        | Brother Can You Spare a Crime                                      | Tábor podezřelých                                                           | Yuri Yakubiw         | Nisha Khan | 7. března 2022             | 5. června 2022 (Epic Drama) 15. ledna 2023 (ČT1)                                                 |
| 235          | 20        | Pendrick's Planetary Parlour                                       | Pendrickův planetární salon                                                 | Jennifer Liao        | Paul Aitken | 14. března 2022            | 5. června 2022 (Epic Drama) 29. ledna 2023 (ČT1)                                                 |
| 236          | 21        | Devil Music                                                        | Ďáblova hudba                                                               | Thyrone Tommy        | Andrea Scott | 21. března 2022            | 12. června 2022 (Epic Drama) 5. února 2023 (ČT1)                                                 |
| 237          | 22        | Sweet Amelia                                                       | Milovaná Amélie                                                             | Elsbeth McCall       | Molly Clayton a Peter Mitchell | 28. března 2022            | 12. června 2022 (Epic Drama) 12. února 2023 (ČT1)                                                |
| 238          | 23        | Pay the Piper                                                      | Smlouva s ďáblem                                                            | Peter Mitchell       | námět: Paul Aitken, Simon McNabb, Noelle Girard, Christina Ray a Caleigh Bacchus scénář: Simon McNabb, Noelle Girard, Christina Ray a Caleigh Bacchus | 4. dubna 2022              | 19. června 2022 (Epic Drama) 19. února 2023 (ČT1)                                                |
| 239          | 24        | Close Encounters                                                   | Blízká setkání                                                              | Peter Mitchell       | námět: Paul Aitken, Simon McNabb, Noelle Girard, Christina Ray a Caleigh Bacchus scénář: Simon McNabb, Noelle Girard, Christina Ray a Caleigh Bacchus | 11. dubna 2022             | 19. června 2022 (Epic Drama) 27. února 2023 (ČT1)                                                |

### Šestnáctá řada (2022–2023)
| Č. v seriálu | Č. v řadě | Původní název                         | Český název                     | Režie         | Scénář        | Premiéra v Kanadě  | Premiéra v ČR                                        |
| ------------ | --------- | ------------------------------------- | ------------------------------- | ------------- | ------------- | ------------------ | ---------------------------------------------------- |
| 240          | 1         | Sometimes They Come Back Part 1       | Mrtví se někdy vracejí, 1. část | bude oznámeno | bude oznámeno | 12. září 2022      | 30. května 2023 (Epic Drama) 10. března 2024 (ČT1)   |
| 241          | 2         | Sometimes They Come Back Part 2       | Mrtví se někdy vracejí, 2. část | bude oznámeno | bude oznámeno | 19. září 2022      | 6. června 2023 (Epic Drama) 17. března 2024 (ČT1)    |
| 242          | 3         | The Write Stuff                       | Co je psáno                     | bude oznámeno | bude oznámeno | 26. září 2022      | 13. června 2023 (Epic Drama) 24. března 2024 (ČT1)   |
| 243          | 4         | Promising Young Ladies                | Slibné, sličné slečny           | bude oznámeno | bude oznámeno | 3. října 2022      | 20. června 2023 (Epic Drama) 31. března 2024 (ČT1)   |
| 244          | 5         | Murdoch Rides Easy                    | S vraždou o závod               | bude oznámeno | bude oznámeno | 10. října 2022     | 27. června 2023 (Epic Drama) 7. dubna 2024 (ČT1)     |
| 245          | 6         | Clean Hands                           | Čisté ruce                      | bude oznámeno | bude oznámeno | 17. října 2022     | 4. července 2023 (Epic Drama) 14. dubna 2024 (ČT1)   |
| 246          | 7         | Murdoch and the Sonic Boom            | Murdoch a sonický třesk         | bude oznámeno | bude oznámeno | 24. října 2022     | 11. července 2023 (Epic Drama) 21. dubna 2024 (ČT1)  |
| 247          | 8         | I Still Know What You Did Last Autumn | Návrat klauna                   | bude oznámeno | bude oznámeno | 31. října 2022     | 31. října 2023 (Epic Drama) 28. dubna 2024 (ČT1)     |
| 248          | 9         | Honeymoon in Hampshire                | Líbánky v Hampshiru             | bude oznámeno | bude oznámeno | 7. listopadu 2022  | 18. července 2023 (Epic Drama) 5. května 2024 (ČT1)  |
| 249          | 10        | Dash to Death                         | Sprint za smrtí                 | bude oznámeno | bude oznámeno | 14. listopadu 2022 | 25. července 2023 (Epic Drama) 12. května 2024 (ČT1) |
| 250          | 11        | D.O.A.                                | Mrtev po převozu                | bude oznámeno | bude oznámeno | 21. listopadu 2022 | 1. srpna 2023 (Epic Drama) 19. května 2024 (ČT1)     |
| 251          | 12        | Porcelain Maiden                      | Porcelánový kůň                 | bude oznámeno | bude oznámeno | 2. ledna 2023      | 8. srpna 2023 (Epic Drama) 26. května 2024 (ČT1)     |
| 252          | 13        | Vengeance Makes the Man               | Pomsta dělá člověka             | bude oznámeno | bude oznámeno | 9. ledna 2023      | 15. srpna 2023 (Epic Drama) 2. června 2024 (ČT1)     |
| 253          | 14        | Murdoch at the End of the World       | Murdoch na konci světa          | bude oznámeno | bude oznámeno | 16. ledna 2023     | 22. srpna 2023 (Epic Drama) 9. června 2024 (ČT1)     |
| 254          | 15        | Breaking Ranks                        | Hodnosti navzdor                | bude oznámeno | bude oznámeno | 23. ledna 2023     | 29. srpna 2023 (Epic Drama) 16. června 2024 (ČT1)    |
| 255          | 16        | An Avoidable Hinder                   | Bránění ve hře                  | bude oznámeno | bude oznámeno | 6. února 2023      | 5. září 2023 (Epic Drama) 23. června 2024 (ČT1)      |
| 256          | 17        | Ballad of Gentleman Jones             | Balada o gentlemanu Jonesovi    | bude oznámeno | bude oznámeno | 13. února 2023     | 12. září 2023 (Epic Drama) 30. června 2024 (ČT1)     |
| 257          | 18        | Virtue and Vice                       | Ctnosti a neřesti               | bude oznámeno | bude oznámeno | 20. února 2023     | 19. září 2023 (Epic Drama) 7. července 2024 (ČT1)    |
| 258          | 19        | Whatever Happened to Abigail Prescott | Co se stalo Abigail Prescottové | bude oznámeno | bude oznámeno | 27. února 2023     | 26. září 2023 (Epic Drama) 14. července 2024 (ČT1)   |
| 259          | 20        | Just Desserts                         | Pomsta bude sladká              | bude oznámeno | bude oznámeno | 6. března 2023     | 3. října 2023 (Epic Drama) 21. července 2024 (ČT1)   |
| 260          | 21        | Murder in F Major                     | Vražda v D dur                  | bude oznámeno | bude oznámeno | 20. března 2023    | 10. října 2023 (Epic Drama) 28. července 2024 (ČT1)  |
| 261          | 22        | Scents and Sensibility                | Rozum a vůně                    | bude oznámeno | bude oznámeno | 27. března 2023    | 17. října 2023 (Epic Drama) 4. srpna 2024 (ČT1)      |
| 262          | 23        | The Long Goodbye Part 1               | Dlouhé loučení, 1. část         | bude oznámeno | bude oznámeno | 3. dubna 2023      | 24. října 2023 (Epic Drama) 11. srpna 2024 (ČT1)     |
| 263          | 24        | The Long Goodbye Part 2               | Dlouhé loučení, 2. část         | bude oznámeno | bude oznámeno | 10. dubna 2023     | 7. listopadu 2023 (Epic Drama) 18. srpna 2024 (ČT1)  |